# Ondosero
Der Ondosero (russisch Ондозеро, karel. Ontajärvi) ist ein See in der Republik Karelien in Russland.
Der Ondosero wird von dem Fluss Onda durchflossen, der in den östlich gelegenen Wygosero mündet.
Das Einzugsgebiet des Ondosero umfasst 2560 km².
Der Abfluss wird durch einen Damm reguliert, so dass die Höhe des Wasserspiegels um 2,1 m variiert.
Die Wasserfläche beträgt 182,4 km², einschließlich Inseln sind es 193 km².
Die mittlere Wassertiefe liegt bei 3,3 m, die maximale bei 8 m.
Von Anfang November bis Anfang Mai ist der See gefroren.
Im Sommer erreicht die Wassertemperatur im Ondosero 25 °C.
Es gibt 54 Inseln mit einer Gesamtfläche von 10,6 km².
Die größten sind: Teronschari (4,86 km²), Woischari, Laidaschari, Sunaschari, Ulja-Schari.
Es gibt auch zwei kleinere Inselgruppen: Purutscharet und Schalamascharet.
Die Ufer des Sees sind nicht hoch und überwiegend steinig. Das westliche Ufer ist höher als das östliche.
Es gibt 13 Fischarten im Ondosero: Kleine Maräne, Coregonus, Äsche, Hecht, Rutilus, Hasel, Aland, Phoxinus, Brachse, Quappe, Stichling, 
Flussbarsch und Kaulbarsch.